# لویس تراویس
لویس تراویس (انگلیسی: Lewis Travis؛ زادهٔ ۱۶ اکتبر ۱۹۹۷) بازیکن فوتبال اهل بریتانیا است.
از باشگاه‌هایی که در آن بازی کرده است می‌توان به باشگاه فوتبال بلکبرن روورز اشاره کرد.